# Liste der Countys in Maryland
Der US-Bundesstaat Maryland ist in 24 Countys  unterteilt. Die Stadt Baltimore gehört zu keinem County, wird aber mitgerechnet, weil sie in den meisten Bereichen die identischen Funktionen ausführt. Viele der Countys wurden nach Mitgliedern des Ordens von Baron Baltimore benannt. Diese besaßen die Kolonie Maryland von 1634 bis 1771.
Die offizielle Abkürzung des Staates Maryland lautet MD, der FIPS-Code ist 24.
Der FIPS-Countycode für jedes einzelne County beginnt also stets mit 24, an die jeweils eine dreistellige Zahl angehängt wird.
Die Angaben der Bevölkerungszahlen basieren auf der Volkszählung im Jahr 2010.
| County                 | FIPS-Code | Hauptort (County Seat) | Gegründet | Ursprung                                                                                   | Namensherkunft | EW-Zahl | Fläche                | Karte                                         |
| ---------------------- | --------- | ---------------------- | --------- | ------------------------------------------------------------------------------------------ | --- | ------- | --------------------- | --------------------------------------------- |
| Allegany County        | 001       | Cumberland             | 1789      | Gebildet aus Washington County.                                                            | Aus dem Wort oolikhanna der Lenapi-Indianer, steht für „Schöner Fluss“ | 75.087  | 1.114 km² (430 sq mi) | State map highlighting Allegany County        |
| Anne Arundel County    | 003       | Annapolis              | 1650      | Gebildet aus Teilen von St. Mary’s County.                                                 | Anne Arundell war der Geburtsname der Frau von Cæcilius Calvert, 2. Baron Baltimore. Zwischen 1654 und 1658 bekannt als Providence County unter Puritanischen Siedlern (Providence = „Vorsehung“) | 537.656 | 1.523 km² (588 sq mi) | State map highlighting Anne Arundel County    |
| Baltimore County       | 005       | Towson                 | 1659      | Aus unorganisiertem Gebiet gebildet                                                        | Cæcilius Calvert, 2. Baron Baltimore, erster Besitzer der Kolonie Maryland | 805.029 | 1.766 km² (682 sq mi) | State map highlighting Baltimore County       |
| Baltimore City         | 510       | Baltimore City         | 1851      | Gegründet 1729. Seit 1851 keine gemeinsame Verwaltung mit Baltimore County mehr            | Cæcilius Calvert, 2. Baron Baltimore, erster Besitzer der Kolonie Maryland | 620.961 | 238 km² (92 sq mi)    | State map highlighting Baltimore City         |
| Calvert County         | 009       | Prince Frederick       | 1654      | Gegründet als Patuxent County aus unorganisiertem Gebiet, umbenannt in Calvert County 1658 | Calvert ist der Familienname der Barons von Baltimore | 88.737  | 894 km² (345 sq mi)   | State map highlighting Calvert County         |
| Caroline County        | 011       | Denton                 | 1773      | Dorchester County und Queen Anne’s County                                                  | Lady Caroline Eden, Tochter von Charles Calvert, 5. Baron Baltimore | 33.066  | 844 km² (326 sq mi)   | State map highlighting Caroline County        |
| Carroll County         | 013       | Westminster            | 1837      | Baltimore County und Frederick County                                                      | Charles Carroll of Carrollton, Repräsentant im Continental Congress und Unterzeichner der Declaration of Independence                                                                             | 167.134 | 1.171 km² (452 sq mi) | State map highlighting Carroll County         |
| Cecil County           | 015       | Elkton                 | 1672      | Baltimore County und Kent County                                                           | Cecil ist ein anglizierter Name von Cæcilius Calvert, 2. Baron Baltimore | 101.108 | 1.083 km² (418 sq mi) | State map highlighting Cecil County           |
| Charles County         | 017       | La Plata               | 1658      | Aus unorganisiertem Gebiet                                                                 | Charles Calvert, 3. Baron Baltimore, | 146.551 | 1.665 km² (643 sq mi) | State map highlighting Charles County         |
| Dorchester County      | 019       | Cambridge              | 1668      | Aus unorganisiertem Gebiet                                                                 | Dorchester in Dorset, England; der Earl of Dorset war ein Freund der Familie Calvert | 32.618  | 2.546 km² (983 sq mi) | State map highlighting Dorchester County      |
| Frederick County       | 021       | Frederick              | 1748      | Prince George’s County                                                                     | Frederick Calvert, 6. Baron Baltimore, letzter Besitzer der Kolonie Maryland | 233.385 | 1.728 km² (667 sq mi) | State map highlighting Frederick County       |
| Garrett County         | 023       | Oakland                | 1872      | Allegany County                                                                            | John Work Garrett, Präsident der Baltimore and Ohio Railroad | 30.097  | 1.699 km² (656 sq mi) | State map highlighting Garrett County         |
| Harford County         | 025       | Bel Air                | 1773      | Baltimore County                                                                           | Henry Harford, unehelicher Sohn von Frederick Calvert, 6. Baron Baltimore | 244.826 | 1.365 km² (527 sq mi) | State map highlighting Harford County         |
| Howard County          | 027       | Ellicott City          | 1851      | Anne Arundel County und Baltimore County                                                   | John Eager Howard, Soldat und Gouverneur von Maryland | 287.085 | 658 km² (254 sq mi)   | State map highlighting Howard County          |
| Kent County            | 029       | Chestertown            | 1642      | Aus unorganisiertem Gebiet                                                                 | Kent in England | 20.197  | 1.072 km² (414 sq mi) | State map highlighting Kent County            |
| Montgomery County      | 031       | Rockville              | 1776      | Aus Frederick County entnommen                                                             | Richard Montgomery, General im Unabhängigkeitskrieg | 971.777 | 1.313 km² (507 sq mi) | State map highlighting Montgomery County      |
| Prince George’s County | 033       | Upper Marlboro         | 1696      | Calvert County und Charles County                                                          | Georg von Dänemark und Norwegen, Mann von Königin Anne von Großbritannien | 863.420 | 1.290 km² (498 sq mi) | State map highlighting Prince George’s County |
| Queen Anne’s County    | 035       | Centreville            | 1706      | Talbot County                                                                              | Anne Stuart, Königin von Großbritannien | 47.798  | 1.321 km² (510 sq mi) | State map highlighting Queen Anne’s County    |
| Saint Mary’s County    | 037       | Leonardtown            | 1637      | Aus unorganisiertem Gebiet. Hieß Potomac County zwischen 1654 und 1658.                    | Maria, die Mutter Jesu, erstes in einer Kolonie Englands errichtetes County, sollte ein Hafen für Katholiken werden                                                                               | 105.151 | 1.582 km² (611 sq mi) | State map highlighting Saint Mary’s County    |
| Somerset County        | 039       | Princess Anne          | 1666      | Aus unorganisiertem Gebiet.                                                                | Mary, Lady Somerset, Verwandte von Cæcilius Calvert, 2. Baron Baltimore | 26.470  | 1.582 km² (611 sq mi) | State map highlighting Somerset County        |
| Talbot County          | 041       | Easton                 | 1662      | Kent County                                                                                | Grace, Lady Talbot, Schwester von Cæcilius Calvert, 2. Baron Baltimore | 37.782  | 1.235 km² (477 sq mi) | State map highlighting Talbot County          |
| Washington County      | 043       | Hagerstown             | 1776      | Frederick County                                                                           | George Washington, erster Präsident der Vereinigten Staaten | 147.430 | 1.212 km² (468 sq mi) | State map highlighting Washington County      |
| Wicomico County        | 045       | Salisbury              | 1867      | Somerset County und Worcester County                                                       | Wicomico River; in Lenape, bedeutet wicko mekee „Ein Ort, wo Häuser gebaut werden“, also eine Siedlung                                                                                            | 98.733  | 1.036 km² (400 sq mi) | State map highlighting Wicomico County        |
| Worcester County       | 047       | Snow Hill              | 1742      | Somerset County                                                                            | Mary Arundell, die Frau von Sir John Somerset, Sohn des 1. Marquess of Worcester, und Schwester von Anne Arundell, Frau von Cæcilius Calvert, 2. Baron Baltimore                                  | 51.454  | 1.800 km² (695 sq mi) | State map highlighting Worcester County       |